# Устинов, Лев Ефимович
Лев Ефимович Устинов (настоящая фамилия — Гольдштейн, 14 ноября 1923, Москва — 9 января 2009, там же) — советский детский писатель и драматург.

## Биография
Родился в Москве 14 ноября 1923 в семье Анны Абрамовны (1897—1953) и Ефима Овсеевича (1895—1979) Гольдштейнов. С 1941 участник Великой Отечественной войны. Учился в Литературном институте, но не окончил. Начал печататься с 1947 года.
В начале 1960-х годов совместно с Олегом Табаковым поставил для московского театра «Современник» и в 1963 году для Рижского ТЮЗа сказку «Белоснежка и семь гномов». В 1960-е — 1970-е годы был самым репертуарным детским драматургом — его пьесы с успехом шли в СССР и за рубежом — в Англии, США, Финляндии, Японии, Греции и др. Его произведения стали яркой иллюстрацией основных чаяний шестидесятников и общего направления в литературе того времени.
В 1990-е годы написал много детских сказок. Наиболее известные: «Лесная песенка», «Большая погоня». В сказках Устинова много ремарок, авторских размышлений, лирических отступлений, создающих определённое настроение. Некоторые ремарки настраивают зрителей-детей на различного рода игры, затеи.
Сказочные царства-государства, придуманные Устиновым, несут на себе черты современного мира, цивилизации, технических «чудес».
Награждён национальной премией университета Феррары, президентским грантом «За особые заслуги перед Российской Федерацией».
Скончался 9 января 2009. Похоронен на Донском кладбище.